# 第六届东方风云榜
第六届东方风云榜于1999年5月2日在上海国际体操中心举行。

## 获奖名单
- 最受欢迎男歌手：王子鸣《结果》
- 最受欢迎女歌手：那英《征服》
- 最受欢迎乐队组合：梦幻想《节拍》
- 最佳作词：靳树增《相约1998》
- 最佳作曲：肖白《相约1998》
- 东方新人：金海心《把耳朵叫醒》、王嘉隽《百合广场》、周绿妃《失色的天空》、眉佳《燕衔泥》、韩红《风雨中的美丽》
- 最佳音乐电视：含笑《笑傲江湖》
- 最佳海外华语歌手：刘德华
- 十大金曲

| 十大金曲   | 演唱                   | 作词   | 作曲   |
| 相约1998   | 王菲、那英             | 靳树增 | 肖白   |
| 笨小孩     | 刘德华、吴宗宪、柯受良 | 刘德华 | 高枫   |
| 哭了       | 范晓萱                 | 李泉   | 李泉   |
| 听吧       | 朱桦                   | 王海涛 | 郭亮   |
| 舍不得你走 | 满江                   | 李天华 | 李天华 |
| 懂你       | 满文军                 | 黄小茂 | 薛瑞光 |
| 爱要说     | 黄格选                 | 曹峻   | 安栋   |
| 不见不散   | 孙楠                   | 张和平 | 三宝   |
| 心有些乱   | 王子鸣                 | 洛兵   | 洛兵   |
| 爱在今夜   | 玫瑰秀                 | 孟军   | 孟军   |